# Beamer, Benz, or Bentley
«Beamer, Benz, or Bentley» — перший сингл з третього студійного альбому репера Ллойда Бенкса H.F.M. 2 (The Hunger for More 2). За 4 дні після випуску пісню додали в ротацію радіостанції KAMP-FM, яка розташована у Лос-Анджелесі. Попри відсутність підтримки мейжор-лейблів (позаяк Бенкса вигнали з Interscope Records рік тому) сингл посів 49-ту сходинку чарту Billboard Hot 100. Через успіх синглу Interscope намагалися знову підписати з репером контракт, однак Бенкс підписав його з EMI.

## Опис
Пісня розповідає про дівчину, яка їде до будинку Бенкса на одній з його автівок: BMW, Mercedes-Benz чи Bentley. Слова пісні містять помилку, оскільки автомобіль BMW називається bimmer, а не beamer, що означає мотоцикл BMW. У серпні 2010 сингл став золотим у США.

## Відеокліп
15 березня 2010 р. на MTV Jams відбулась прем'єра відео. Режисер: Broadway. У кліпі знялися Maino та Beanie Sigel.

## Ремікси й фрістайли
Офіційний ремікс вийшов 12 травня 2010 р. Giggs, Fabolous, Eminem, Ace Hood, Twista, Ray J, Shorty Mack, Bizarre, Papoose, Cassidy, Red Cafe, Jae Millz, Warren G та JJ Demon записали власні ремікси та фрістайли. Джо Бадден та Royce da 5'9 зробили ремікс під назвою «New York, Jersey Philly», де вони дисять Benzino та Waka Flocka Flame. Joell Ortiz записав ремікс «Nissan, Honda, Chevy» за участі Jim Jones, на який Девад Ґастон зняв відео, у якому можна побачити гурт Slaughterhouse. Crooked I зробив ремікс «Tequila, Vodka, Henny». Пізніше учасники Slaughterhouse об'єднали ці ремікси й створили «Beamer Benz Bentley (Shady Mix)». Game разом з Mysonne, з лейблу The Black Wall Street Records, записали свою версію «Revolver or the Semi», на якій вони дисять Jae Millz. Maino зробив ремікс «Trina, Kim or Nicki», Jae Millz — «Polo, Louie, Gucci», Dead Prez — «Malcolm Garvey Huey». На версії Ray J присутній репер Detail. У 2010 р. Fabolous випустив свій ремікс, він вийшов на мікстейпі There Is No Competition 2: The Funeral Service. Швейцарські репери Al P. та C.mEE записали ремікс «Miller, Jack & Jägi», який став популярнішим у швейцарських клубах, ніж сам оригінал.

### Lakers Anthem 2010
DJ Felli Fel використав біт для створення «Lakers Anthem 2010» на підтримку Los Angeles Lakers у фіналі NBA 2010 року. У записі взяли участь Ray J, Снуп Доґґ, Game, Ice Cube, Chino XL, Roscoe Umali, New Boyz та Lil Rob.

## Чартові позиції
| Чарт (2010)              | Найвища позиція |
| ------------------------ | --------------- |
| Deutsche Black Charts    | 4               |
| US Billboard Hot 100     | 49              |
| US Hot Rap Songs         | 5               |
| US Hot R&B/Hip-Hop Songs | 19              |